# Camerica
Camerica era uma empresa de propriedade e operada por David J. Harding. Fundada em 1988, foi uma notável empresa de jogos eletrônicos que produziu jogos e periféricos sem licença para a Nintendo Entertainment System. Detinha os direitos para publicar a maior parte dos títulos da produtora Codemasters.
Foi a criadora de muitos periféricos para o Nintendinho, como o joystick "Supersonic", um controle sem fio. No entanto, eles deixaram a sua licença expirar, por motivos desconhecidos, o que deixou muitos desses produtos sem licença no mercado.
Como perdera a licença para produzir jogos para o NES, eles tiveram que criar seus próprios cartuchos. A maneira que eles arranjaram para não serem processados pela Nintendo, foi criando cartuchos moldados de forma ligeiramente diferente dos cartuchos de Nintendo, apesar de ainda caber e funcionar no NES. A diferença mais notável, porém, foi na cor: todos os cartuchos Camerica eram de ouro e mais tarde de prata. Eles também contavam com um interruptor para jogar no consoles Europeus.
Foram os criadores do Game Genie (um periférico que permitia manipular os jogos) no Canadá e no Reino Unido.

## Jogos para NES da Camerica
- Bee 52
- Big Nose Freaks Out
- Big Nose The Caveman
- Dizzy the Adventurer
- Fantastic Adventures of Dizzy
- FireHawk
- Linus Spacehead's Cosmic Crusade
- Micro Machines
- Mig 29 Soviet Fighter
- Quattro Adventure
- Quattro Arcade
- Quattro Sports
- Super Robin Hood
- Stunt Kids
- The Ultimate Stuntman